# Antun Augustinčić
Antun Augustinčić (ur. 4 maja 1900 w Klanjcu, zm. 10 maja 1979 w Zagrzebiu) – chorwacki rzeźbiarz.

## Życiorys
W 1918 roku zaczął studia w Akademii Sztuk Pięknych w Zagrzebiu. Później uczył się w L'Ecole des Arts decoratifs i L'Academie des Beaux-Arts w Paryżu. Jego prace, prezentowano m.in. na wystawach w Barcelonie w 1929 r. oraz Londynie i Belgradzie w 1930 r.

## Twórczość
- Najsłynniejszym jego dziełem jest Monument of Peace stojący przed siedzibą ONZ w Nowym Jorku[1],
- Pomnik Józefa Piłsudskiego w Katowicach (projekt sprzed 1939 r.),
- Pomnik Yekatit 12(inne języki) w Addis Abebie
- Pomnik poległych bojowników o Krajinę(inne języki)
- Pomnik wyzwolicieli Nisza(inne języki)
- Pomnik Petara Kočicia w Banja Luce(inne języki)
- pomnik na wzgórzu Banj brdo w Banja Luce.

## Galeria

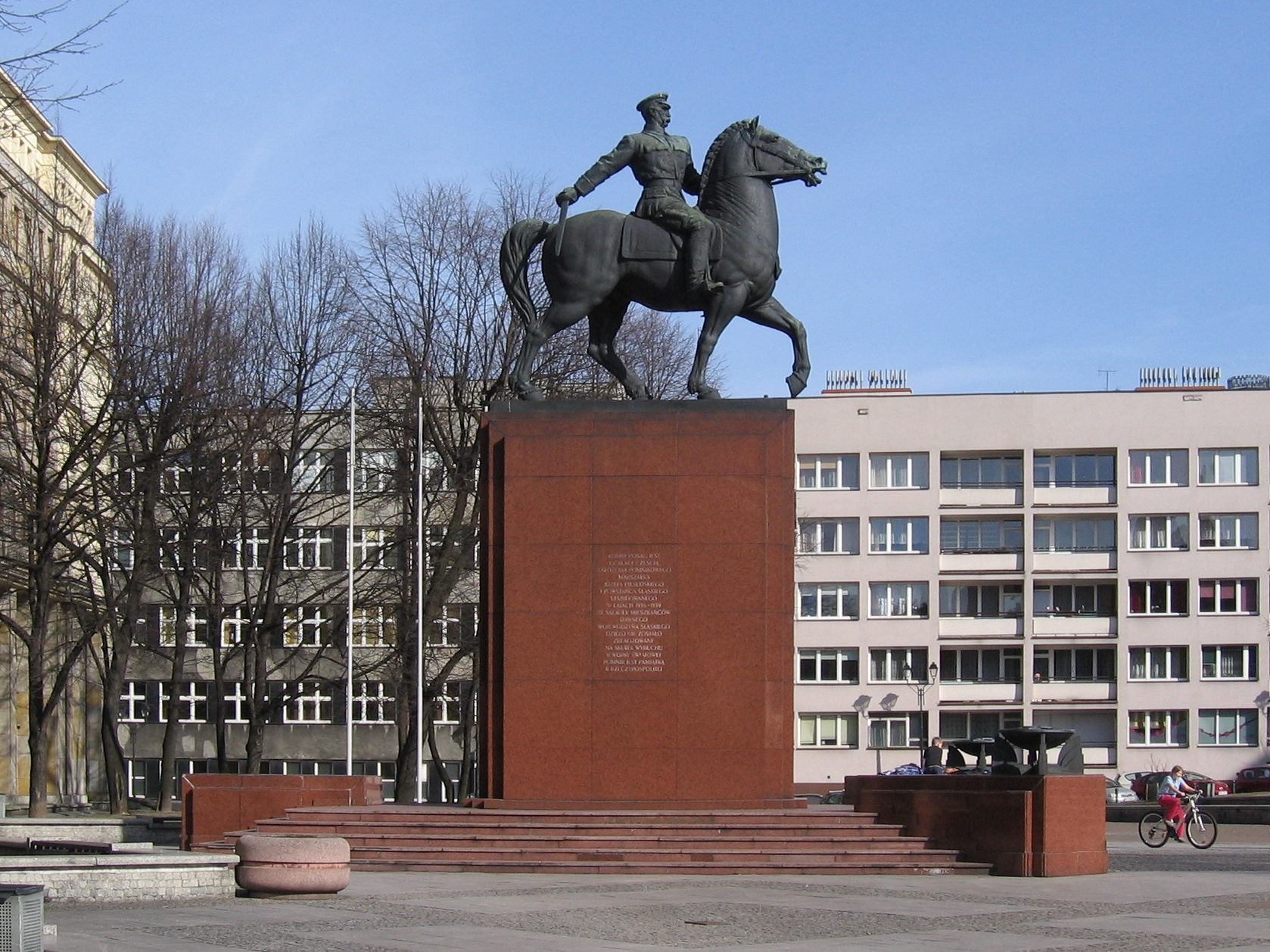
Pomnik Józefa Piłsudskiego, Katowice
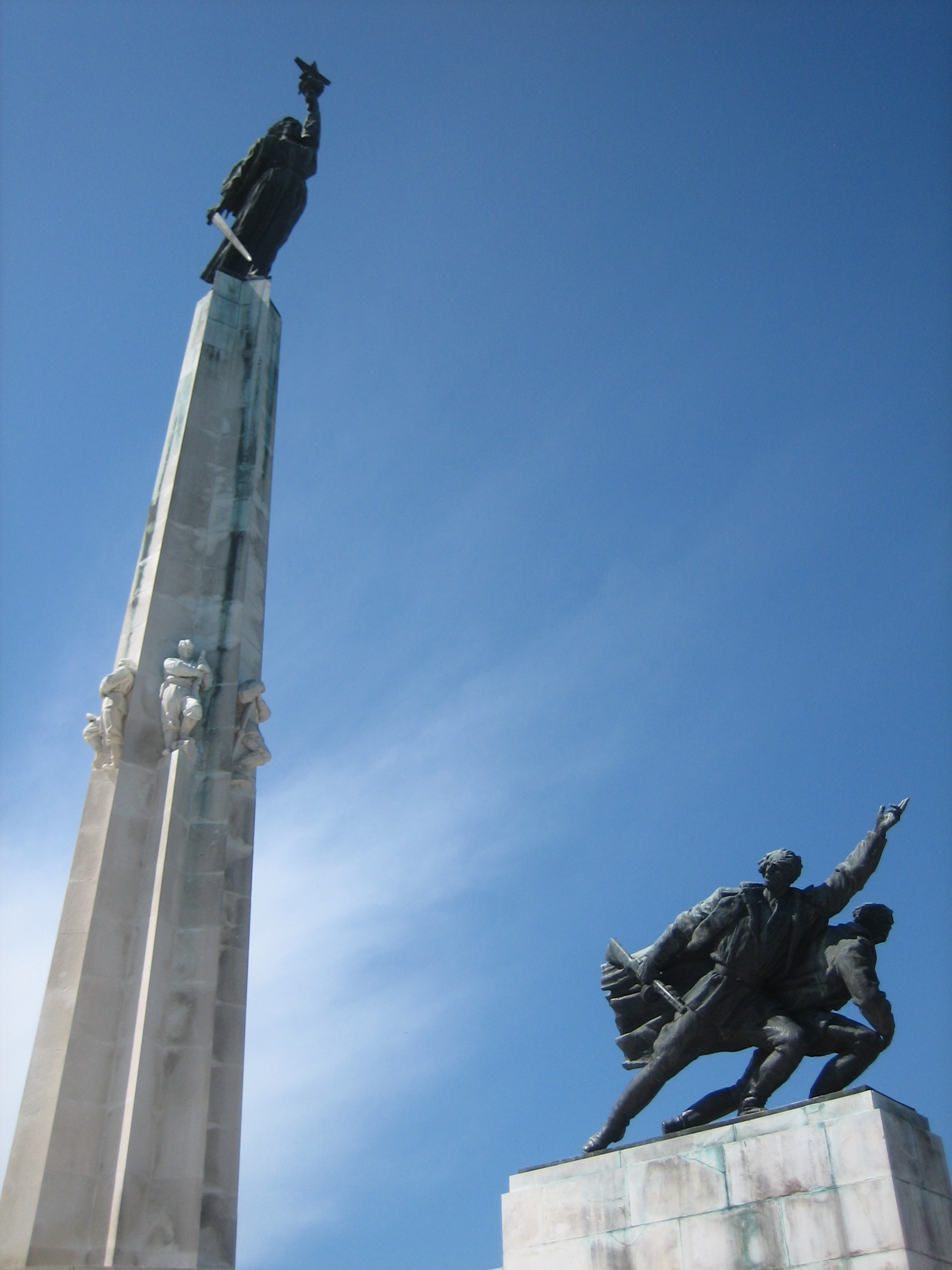
Pomnik bitwy pod Batiną, Batina (Chorwacja)
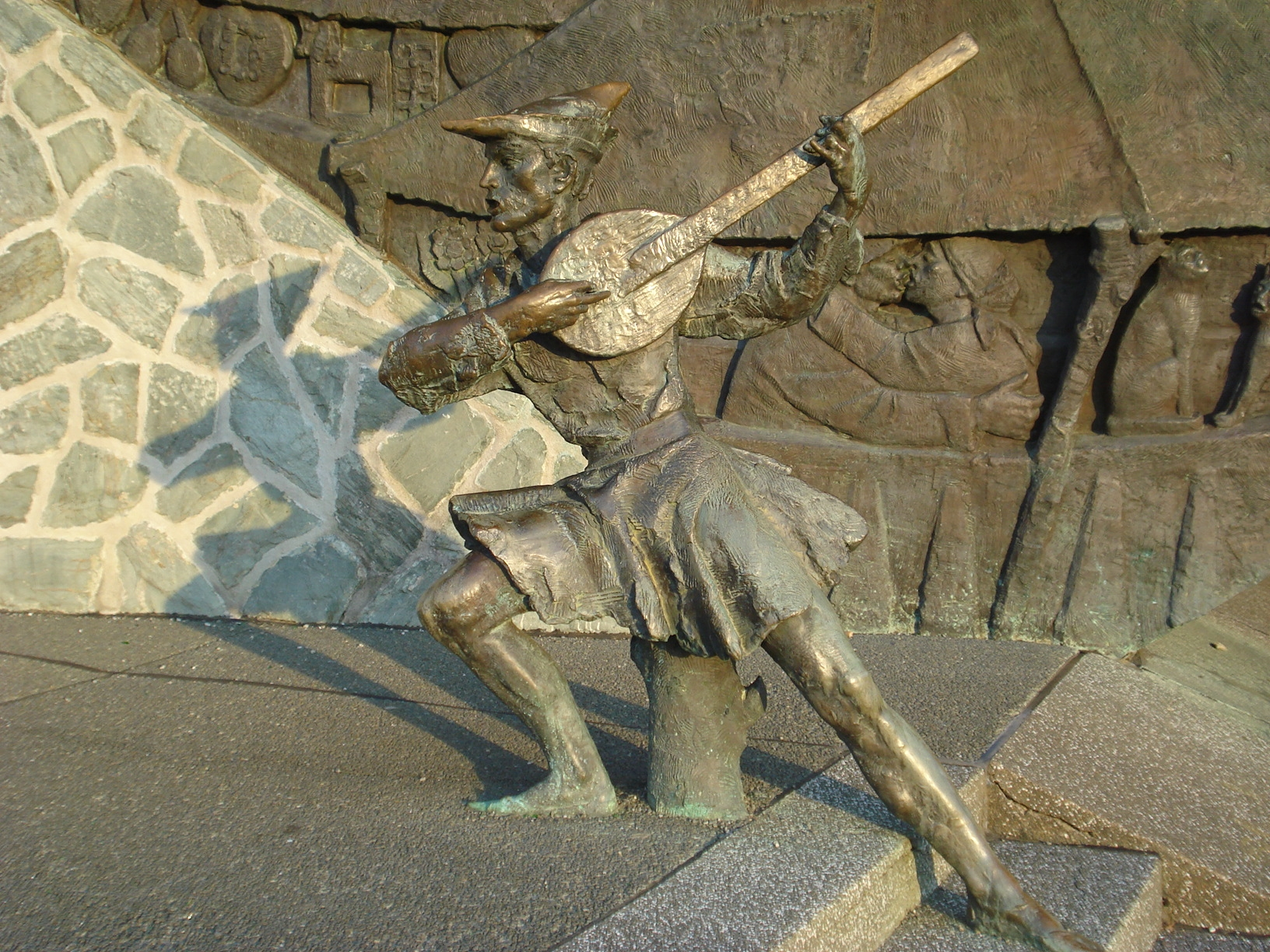
Statua Pietrka Kerempuha, Gornja Stubica (Chorwacja)
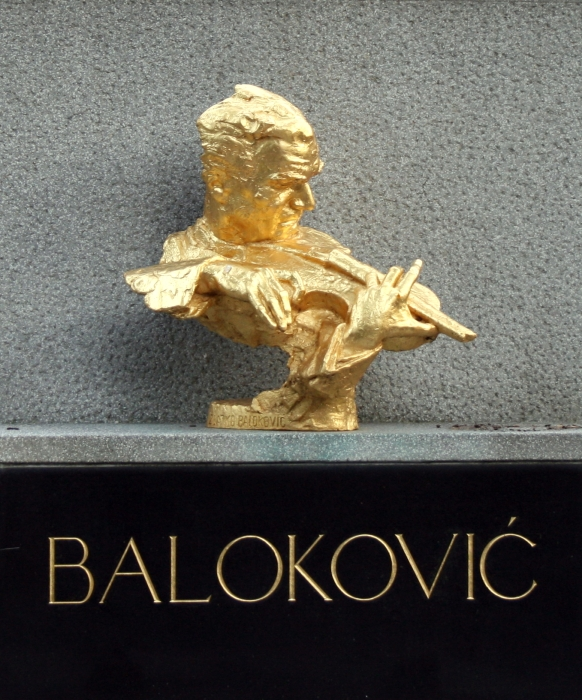
Popiersie Zlatka Balokovicia, Zagrzeb (Chorwacja)
Pomnik poległych bojowników o Krajinę, Banja Luka (Bośnia i Hercegowina)
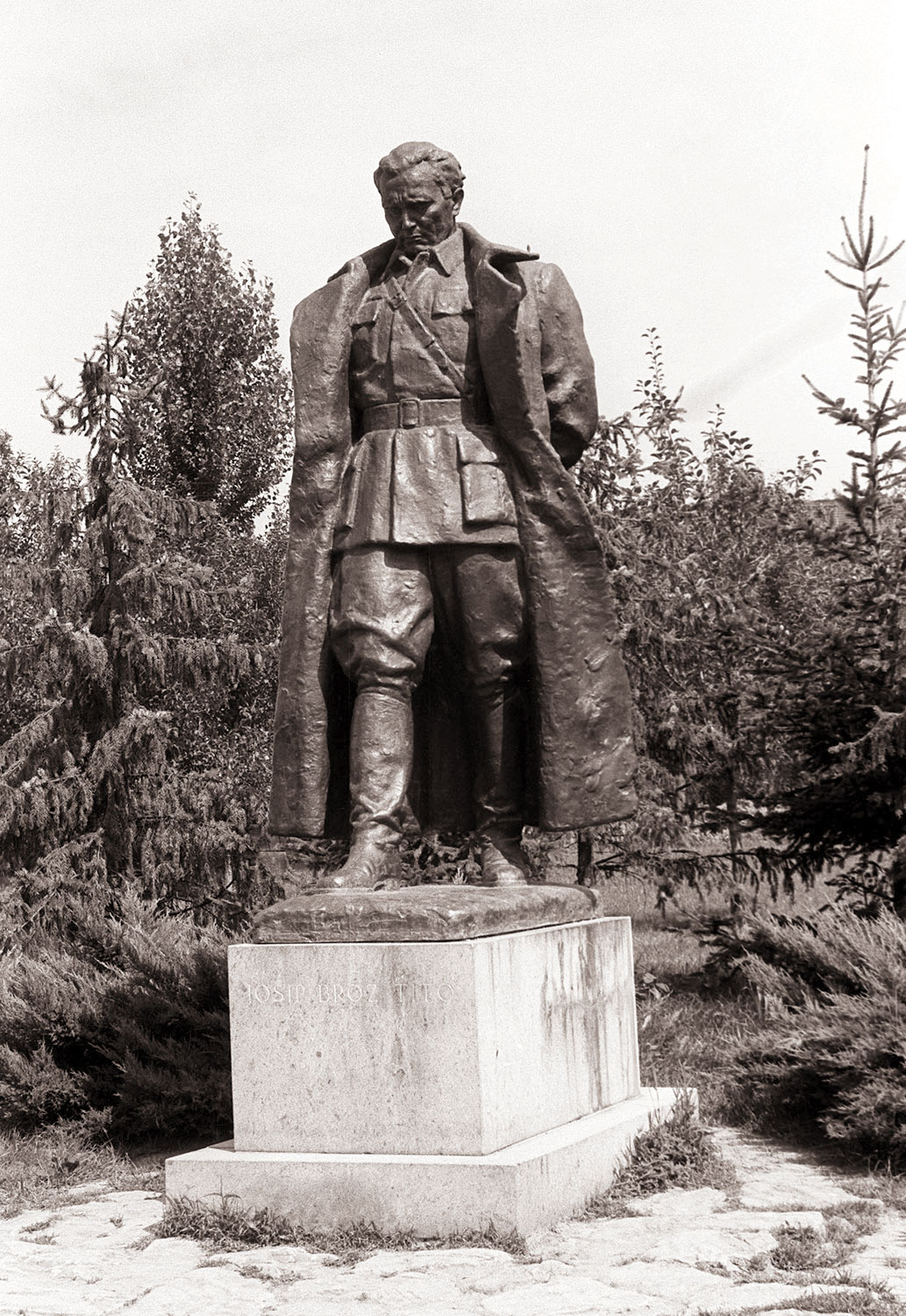
Pomnik Josipa Broza Tity, Kumrovcu, Banja Luka (Bośnia i Hercegowina)
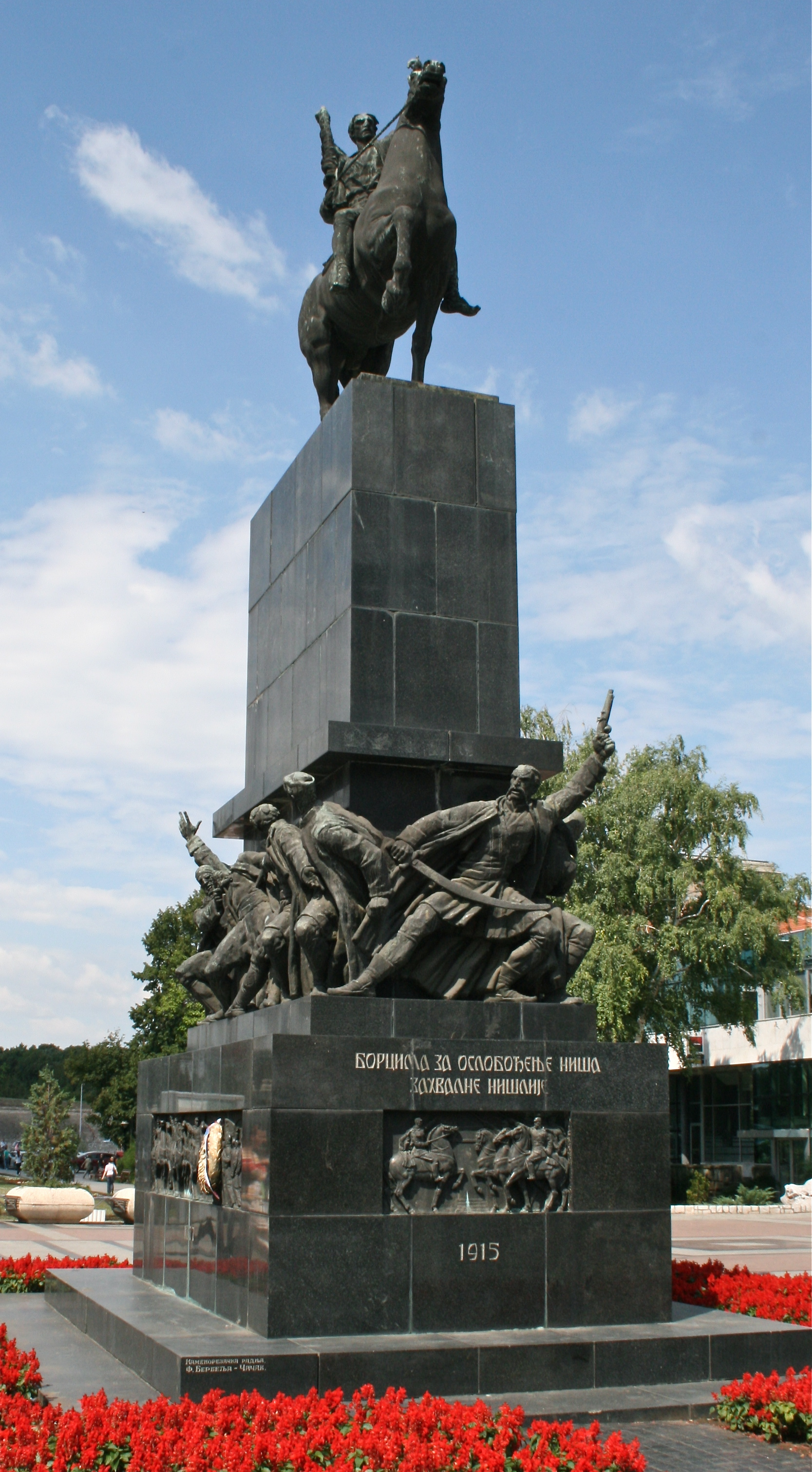
Pomnik wyzwolicieli Nisza (Serbia)
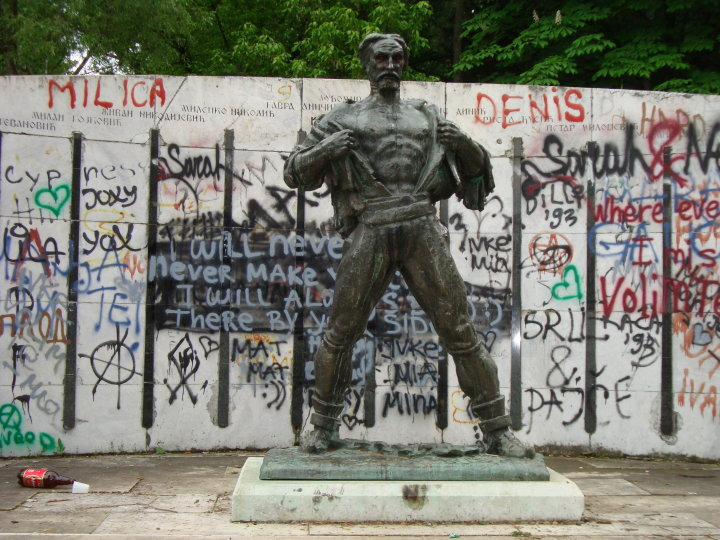
Pomnik uczestników powstania chłopskiego w Serbii (1883), Zaječar (Serbia)
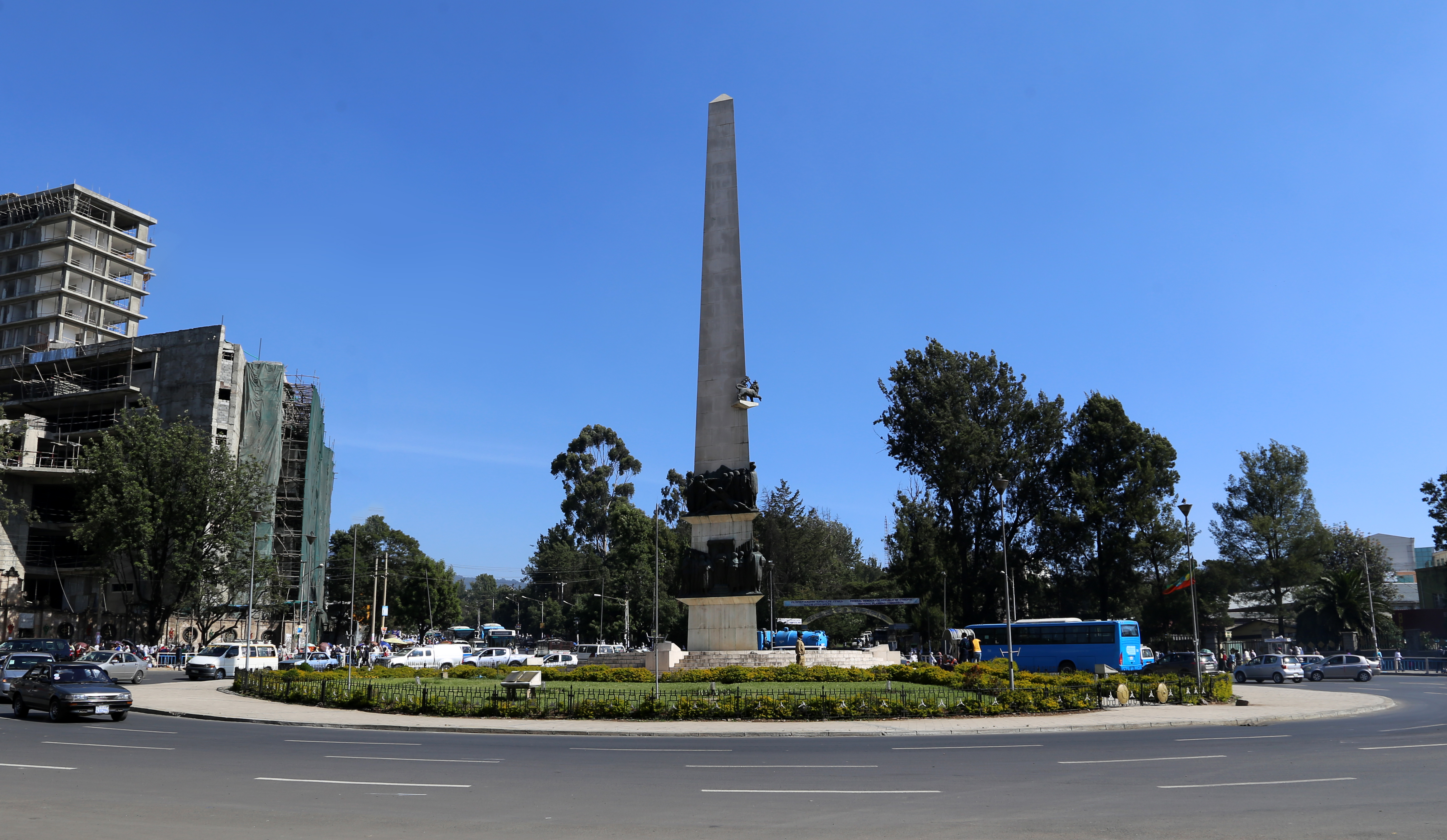
Pomnik Yekatit 12, Addis Abeba (Etiopia)
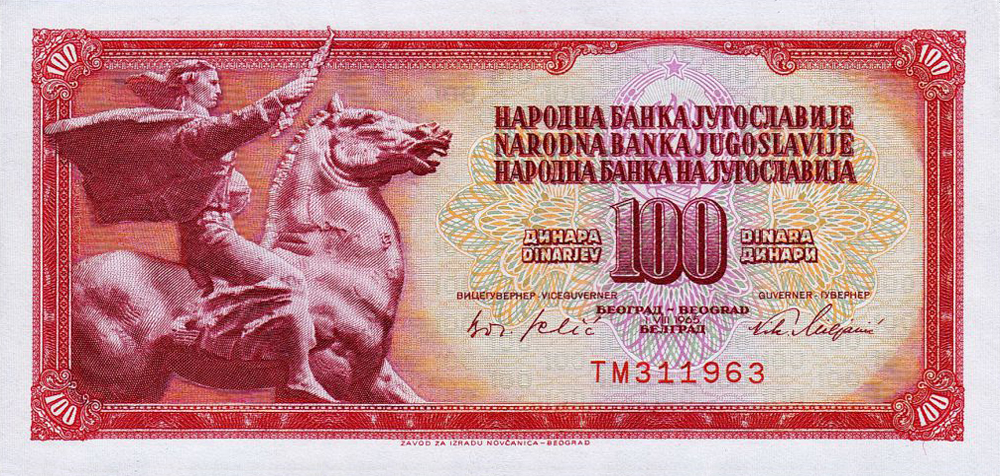
Monument of Peace na jugosłowiańskim banknocie